# 擴廓帖木兒
扩廓帖木儿（又譯庫庫特穆爾）（14世纪1330年代或之后—1375年9月17日），小字保保，漢名王保保。元朝大將察罕帖木儿外甥、养子。元末重要将领，亦是北元政府的支柱。封齐王，拜太尉知樞密院事、中書省平章政事、銀青榮祿大夫。朱元璋视他为“天下奇男子”。

## 族属、家族
《明史·王保保传》记扩廓帖木儿“沈丘（今安徽省临泉县古城子）人。本王姓，小字保保，元平章察罕帖木儿甥也。察罕养为子，顺帝赐名扩廓帖木儿”。民国时编撰的《新元史》沿用相同的描述。
1990年，洛阳本地考古队在洛阳市铁路北站发掘「賽因赤答忽墓」，出土「賽因赤答忽墓誌」。墓主赛因赤答忽（生于1316年或1317年，死于1365年，年四十九）即其生父。其妻佛儿（乃蠻部豁里氏）即其生母，比赛因赤答忽早五年逝世，追赠蓟国夫人。赛因赤答忽另有两子一女：脱因帖木儿、耐驴、观音奴:17—21。
墓志明確記載傳主「系出蒙古伯也台氏，其先從世祖皇帝平河南，因留光州固始縣，遂定居焉。」是知其为巴牙惕蒙古人，並非過去所認為的王姓漢人。傳中載其曾祖以下世系：「曾祖闊闊出，贈中奉大夫，陝西行省參知政事、護軍，追封雲中郡公。祖喜住，贈資善大夫，四川行省左丞、上護軍，追封雲中郡公。考伯要兀歹，贈榮祿大夫，湖廣行省平章政事、柱國、追封薊國公。」賽因赤答忽本人亦因平亂有功封河南省平章政事，又獲封翰林學士承旨，最後官拜太尉，一家四代皆追赠封疆大員之官衔，甚為顯赫，又傳中載其「曾祖妣乞咬氏，祖妣伯牙兀真，皆贈雲中郡夫人。妣完者倫，贈薊國夫人。」:17—21，是知其家族四代皆與蒙古人通婚，故王保保實為一蒙古世家子弟，擴廓鐵穆邇或擴廓帖木兒是其本名而非順帝賜名，雖非出身怯薛的「大根腳」（門閥世家），但至少也是地方蒙古顯宦。

## 生平
王保保的汉化素养颇深。生父墓志称，他年幼时虽体弱多病，但喜读书且天资聪颖:21。长大后，王保保习吏事，有谋略，善骑射，文武双全。元朝至正二十二年（1362年），其养父察罕帖木儿在围攻益都红巾军时被降将田丰和王士诚合谋刺杀，由此王保保接管了养父的部队，拜為太尉知樞密院事、中書省平章政事、銀青榮祿大夫，攻破益都城，杀田丰、王士诚，随后又和另一军阀、将军孛罗帖木儿争夺山西和河北。王保保和孛罗帖木儿均卷入了元朝末年宫廷的党争，孛罗帖木儿得到了皇帝的支持，王保保自己得到了太子愛猷識理答臘（后来的元昭宗）的支持。
至正二十四年（1364年），孛罗贴木儿打着“清君侧”的名义，攻入大都（汗八里），太子流亡到王保保的属地太原，后孛罗贴木儿为元惠宗刺杀，王保保带兵保护太子还大都。因护卫太子有功，王保保被封为太傅、左丞相。
为因应南方朱元璋起事势力的崛起，至正二十五年（1365年）元惠宗下诏封王保保为河南王，总领天下兵马。王保保于是要求割据关中的李思齐等四位将领听从调遣，共同讨伐朱元璋。但由于李思齐等人均为察罕帖木儿的同级同辈将领，比王保保年长，资历也較深，瞧不起王保保，也拒不听从调遣。
王保保於是派遣其弟脱因帖木儿把守山东防备朱元璋，自己亲入陕西攻打李思齐，双方连年混战，元廷的态度则摇摆不定，先支持王保保，然后又支持李思齐，最后元惠宗於洪武元年（至正二十八年，1368年）下诏削去王保保所有官职，命令众将合攻王保保。
此时，朱元璋已经在應天府即位，建立明朝，改元洪武，徐达、常遇春的北伐大军也已经逼近大都，并最终在洪武元年（1368年）9月14日攻克了大都。当年十月，逃往開平（今內蒙多伦县）的元惠宗再次封王保保为齐王，命其从其根据地山西太原北上，绕道雁门关和居庸关夺回大都（当时已被朱元璋改名北平），徐达趁王保保进攻大都的机会，攻入山西，在太原城下击败了回师救援的王保保，王保保远走大同，并进一步退出塞外。
洪武三年（1370年）5月23日，元惠宗在应昌病逝，太子爱猷识理答腊即位，是为元昭宗，元昭宗宣布1371年改元为宣光，继续和明朝对抗。
王保保不仅是元末重要将领，同时也是北元政府的支柱，和明朝军队在边塞和漠北交战互有胜败，曾在洪武三年（元朝至正三十年，1370年）在甘肃沈儿峪为徐达所击败，全军覆没，王保保攜家眷自個兒逃亡，以流木渡黄河，通过宁夏逃往漠北的和林。
洪武五年五月六日（1372年6月7日），在朱彦德和刘仲德的规划下，王保保和部将贺宗哲在和林以逸待劳，击败徐达带领的15万北伐大军，杀死数万明军士兵和许多将领，断绝了明太祖朱元璋占领元朝全部故地的企图。
被明太祖朱元璋称为“当世奇男子”，朱元璋曾多次诏信令降，但王保保从不回信。朱元璋派人到河南的察罕帖木儿坟墓掃墓、祭拜以感化王保保，但没有效果。王保保退出塞外之后，明廷派出已棄元降明的李思齐前去漠北与王保保通好，王保保对李思齐的态度一开始相當友好，直到將李思齊送回明朝之前迫其自斷一臂，李思齊只得從命，使他在返回不久後便逝世。
洪武四年（1371年），其妹王氏嫁给明太祖第二子秦王朱樉。
洪武八年八月二十二日（1375年9月17日），王保保死於“哈喇那海之衙庭”（据《明史》），一些历史学者推断是现在的哈腊湖。日本学者井上清认为他追随元昭宗西迁，死于阿尔泰山以北的科布多地区。但明实录记载:“（扩廓）后从(昭宗)徙金山之北。至是（洪武八年八月），卒于哈剌那海之衙庭”之“金山”，位于吉林辽河北岸，清史稿中称作“东西哈叭剌山”。近代由于人类活动而变为矮丘。这里是辽河和松花江流域的分水岭，自古为兵家要地。唐薛仁贵曾经在此取得“金山大阵”的胜利。冯胜讨伐纳哈楚，也是经过此“金山”。所以王保保的死亡地点应该在吉林西北方向的内蒙古地区。王保保妻子毛氏在王保保死后自杀殉葬。其弟弟脱因帖木儿曾任北元政府詹事院同知的职务，於洪武二十一年（公元1388年）被蓝玉俘虏，同年因叛乱被杀。洪武二十八年（1395年）朱樉死后，其妹王氏殉葬。

## 文学作品
在金庸武俠小說作品《倚天屠龍記》中他是察罕帖木儿的亲子、趙敏的哥哥。
在九把刀的《少林第八铜人》中为深谙“野呼喊”功的将军。
港漫《天子傳奇6之洪武大帝》中支撐大元的重要武臣，武功直迫一流高手境界，唯與武學最高境界“黃禍”尚有一大段距離。

## 影视形象

### 电影
- 于荣：香港1978《倚天屠龙记大结局》
- 张玉海：韩国、中国大陆 2001《武士》

### 电视剧
- 焦雄：香港1978《倚天屠龙记》
- 孙小明、彭金万：台湾1984《倚天屠龙记》
- 冯国：香港1986《倚天屠龙记》
- 苏文赐： 台湾 1994 《倚天屠龙记》
- 金少龙：台湾 1998《乞丐皇帝传奇》
- 海俊杰： 香港 2001 《倚天屠龙记》
- 洋光： 中国大陆 2003  《倚天屠龙记》
- 孙祖杨： 中国大陆 2009  《倚天屠龙记》
- 巴特包勒德：蒙古 2014  《诸侯时代》
- 陈烨： 中国大陆 2016  《乞丐皇帝与大脚皇后传奇》
- 孙亦凡： 中国大陆 2019  《倚天屠龙记》
- 張光北： 中国大陆 2022  《山河月明》

### 歌仔戏
- 纪丽如： 台湾 1988《朱洪武》

## 延伸阅读
[在维基数据编辑]
 《元史/卷141》，出自宋濂《元史》
 《明史卷一百二十四》，出自《明史》
 《新元史/卷220》，出自柯劭忞《新元史》